# Parasyscia tibetana
Parasyscia tibetana (лат.) — вид муравьёв рода Parasyscia из подсемейства Dorylinae. Эндемик Китая.

## Распространение
Встречаются в Южной Азии: юго-запад Китая, Тибетский автономный район, 29,3021° N, 95,3400° E (уезд Медог, Motuo Village; на высоте 1230 м).

## Описание
Мелкие муравьи от желтовато-коричневого до чёрного цвета (ноги и усики светлее; длина около 4 мм). От близких видов отличается следующими признаками: двухцветный; мезосома, петиоль и абдоминальный сегмент III желтовато-коричневые; голова и остальные брюшные сегменты буровато-чёрные. Голова отчётливо длиннее ширины, задний край вогнутый, заднелатеральные углы угловатые. Субпетиолярный отросток субпрямоугольный, передневентральный угол резко угловатый а задневентральный угол закруглен. Голова с глубокой пунктировкой, верх мезосомы гладкий и блестящий, за исключением мелких точек. Головной индекс рабочих (CI, соотношение ширины головы к длине × 100): 78—83. Длина головы рабочих 0,81—0,93 мм, длина скапуса 0,41—0,47 мм, ширина головы 0,70—0,76 мм. Индекс скапуса рабочих (SI, соотношение длины скапуса к длине головы × 100): 58—63. Предположительно, как и другие виды рода, мирмекофаги. Обнаружены в подстилочном лесном слое.
Вид был впервые описан в 2022 году китайскими энтомологами. P. wilsoni sp. nov. очень близок к индо-малайскому виду P. rufithorax, но может быть легко отличим от последнего такими признаками: задний край головы явно вогнутый и заднебоковой угол четко угловатый; голова с крупной пунктировкой; глаза меньше; постеродорсальный край проподеума с килем.